# Data (álbum de Inconsciente Colectivo)
Data es el tercer álbum de estudio y final de la banda de rock costarricense Inconsciente Colectivo, publicado en el año 2003 bajo la casa discográfica Marsol Records. 
Este sería el último álbum que la banda grabaría, ya que anunció su disolución a inicios del año 2004.

## Contenido
El disco mantiene un sonido relativamente similar con respecto a la anterior producción, manteniendo así el sonido que caracteriza a la banda; sin embargo, se puede notar al mismo tiempo un sonido más "pesado" en general.
El disco contiene 11 canciones, de la cual se extrajo como sencillo promocional "Nunca vencidos", canción dedicada a Parmenio Medina, periodista radiofónico colombiano asesinado en Costa Rica el 7 de julio del 2001.
Al final de la última canción se incluyó un "Jam session" de Eduardo Carmona y Rafa Ugarte.

## Lista de canciones
- Todos los temas compuestos por Pato Barraza (excepto donde se indique):

1. "Trenos" (Carmona) - 4:14
2. "A través de ti" - 4:33
3. "Nunca vencidos" (Carmona) - 4:02
4. "Portadas" - 3:49
5. "Si un día estás sola" (Carmona), (Pato Barraza) - 3:34
6. "Mundos perfectos" (Ugarte), (Pato Barraza) - 3:28
7. "Bumerang" - 4:20
8. "No insistas" - 3:37
9. "Parte de mí" - 3:36
10. "Culpables" - 5:17
11. "A través de ti (Versión acústica)" - 12:02

## Músicos
- Pato Barraza: Voz, coros, guitarras acústicas, guitarras eléctricas; programación y percusión.
- Eduardo Carmona: Bajo, coros, secuencias, loops y locuciones.
- Rafa Ugarte: Batería y coros

### Músicos invitados
- Bernardo Quesada: Percusión en "A través de ti", "Portadas" y "Si un día estás sola"
- Álex "Sandí" Quirós: Guitarra eléctrica adicional en "Nunca vencidos", mandolina en "Si un día estás sola"
- Geovanny Durán: Coros y rap en "Nunca Vencidos"
- William Maguee (Insano), Juan Diego Villegas (Tango India), Luis Montalbert-Smith, Abel Guier, Federico Miranda (Gandhi (banda)), Pepe, Marco (La Quinta Esencia (banda)) y Michael Smith (San Lucas (banda)): Coros en "Nunca Vencidos"
- Leonel Rodríguez: Trombón en "Parte de mí" y "Portadas"
- Marta Fonseca: Coros en "Portadas"
- Camilo Poltronieri: Guitarras eléctricas y solos

## Créditos
- Producción artística: Pato Barraza
- Producción ejecutiva: José Solano para Marsol Records
- Ingeniero de sonido: Álex "Sandí" Quirós
- Arte de portada en 3D y fondos: Óliver Zúñiga ()
- Diseño gráfico, concepto del arte y retoques de fotografías: Pato Barraza
- Fotos de Inconsciente Colectivo: Eduardo Carmona y Pato Barraza